# Teoría de las tres capas de recubrimiento
La teoría de las tres capas de recubrimiento describe una estructura de tres  bandas de flujo superpuestas  cuando la capa límite está perturbada, y permitió explicar con éxito el fenómeno de la separación de la capa límite.

## Historia
James Lighthill, Lev Landau y otros fueron los primeros en darse cuenta de que para explicar la separación de la capa límite, es necesario introducir escalas diferentes a las escalas normales utilizadas en el estudio de la capa límite. Estas escalas fueron introducidas por primera vez por James Lighthill en 1953. La propia estructura de tres capas de recubrimiento fue descubierta independientemente por Keith Stewartson (1969), V.Y. Neiland (1969), y A.F. Messiter (1970).

## Formulación
Sean {\displaystyle x} e {\displaystyle y} las coordenadas en sentido de la corriente y en sentido transversal con respecto a la superficie, y sea {\displaystyle Re} el número de Reynolds. Entonces, el espesor de la capa límite es {\displaystyle \delta =Re^{-1/2}}. La coordenada de la capa límite es {\displaystyle \eta =yRe^{1/2}}, y  el grosor de cada capa de recubrimiento es
{\displaystyle {\begin{aligned}{\text{Recubrimiento inferior}}:&\quad y\sim Re^{-5/8}\\{\text{Recubrimiento intermedio}}:&\quad y\sim Re^{-1/2}\\{\text{Recubrimiento superior}}:&\quad y\sim Re^{-3/8}.\end{aligned}}}
La capa inferior se caracteriza por las perturbaciones rotacionales viscosas, mientras que la intermedia (del mismo espesor que la capa límite) se caracteriza por las perturbaciones rotacionales no viscosas. Por último, la capa superior, que se extiende hacia la región de flujo potencial, se caracteriza por las perturbaciones irrotacionales viscosas.
La zona de interacción identificada por Lighthill en el sentido de la corriente es
{\displaystyle {\text{Zona de interacción}}:\quad x\sim Re^{-3/8}.}